# Richard Feynman
Richard Phillips Feynman ([ˈfaɪnmən]; 11. května 1918 New York – 15. února 1988 Los Angeles) byl americký teoretický fyzik, známý především pro svou práci na formulaci kvantové mechaniky pomocí dráhových integrálů, teorii kvantové elektrodynamiky, fyzice supratekutosti hélia při teplotě blízké absolutní nule, a fyzice částic, pro kterou navrhl partonový model. Za své přispění k rozvoji kvantové elektrodynamiky obdržel v roce 1965 společně s Julianem Schwingerem a Šin’ičiró Tomonagou Nobelovu cenu za fyziku.
Feynman je autorem velmi používané grafické reprezentace matematických výrazů popisujících chování subatomárních částic, které později vešly ve známost jako Feynmanovy diagramy. Podílel se na výrobě atomové bomby za druhé světové války a byl členem Rogerovy komise pro vyšetřování katastrofy raketoplánu Challenger. Mimo práci na poli teoretické fyziky stál u vzniku odvětví zabývající se kvantovými počítači a zavádění konceptu nanotechnologie. Feynman byl také známým popularizátorem vědy. V roce 1999 ho britský časopis Physics World zařadil do top desítky největších fyziků všech dob.

## Mládí
Feynman se narodil 11. května 1918 v newyorském Queensu ženě v domácnosti Lucille Phillipsové a obchodnímu manažerovi Melvilovi Arthurovi Feynmanovi původem z běloruského Minsku. Oba rodiče byli Litevští Židé, víru však nepraktikovali. Feynman sám později uvedl, že nevěří, že Židé jsou „vyvoleným národem“ a několikrát naznačil, že je ateista.
Měl mladšího bratra, který však zemřel ve věku 4 týdnů, a mladší sestru Joan. Přestože mezi nimi byl věkový rozdíl devíti let, se sestrou si byl Feynman velmi blízký, podporoval její zájem o astronomii a Joan se později stala astrofyzičkou.
Už jako dítě byl Feynman mimořádně zvídavý a projevoval zájem o vědu a techniku. Doma si vybudoval vlastní laboratoř, kde se zabýval opravou rádiových přijímačů a vyrobil zde i amatérský poplašný systém proti vloupání.

## Vzdělání
Feynman navštěvoval střední školu Far Rockaway High School v Queensu, stejně jako další laureáti Nobelovy ceny Burton Richter a Baruch Samuel Blumberg. Brzy po nástupu byl přeřazen do pokročilejší matematické třídy. Ve středoškolském IQ testu dosáhl 125 bodů, později ale odmítl vstoupit do Mensa International s tvrzením, že jeho IQ je na to příliš nízké.

Po střední škole se Feynman hlásil na Kolumbijskou univerzitu, kam ale nebyl přijat kvůli tehdejším kvótám na židovské studenty. Místo toho nastoupil na Massachusettský technologický institut, kde si jako hlavní obor zvolil matematiku. Ten později změnil na elektrotechniku, jelikož matematiku považoval za příliš abstraktní. Brzy si ale uvědomil, že „zašel příliš daleko“ a nakonec skončil u fyziky, kterou považoval za zlatý střed.
Jako vysokoškolský student publikoval dvě práce ve vědeckém časopise Physical Review. První, „The Scattering of Cosmic Rays by the Stars of a Galaxy“ (tj. „Rozptyl kosmického záření hvězdami v galaxii“) napsal společně s Manuelem Vallartou. Druhá, „Forces in Molecules“ (tj. „Síly v molekulách“) obsahovala výsledek, který je dnes znám jako Hellmann–Feynmanův teorém.
V roce 1939 získal Feynman na MIT bakalářský titul. Při přijímacích zkouškách na magisterské studium na Princetonu dosáhl vynikajících výsledků ve fyzice a matematice, v historii a angličtině si však nevedl příliš dobře. Opět narazil na překážky kvůli svému židovskému původu, nakonec byl ale přijat. Na Feynmanův první seminář o klasickém pojetí Wheelerovy–Feynmanovy absorpční teorie v Pricetonu dorazil Albert Einstein, Wolfgang Pauli, Henry Norris Russell a John von Neumann.
V roce 1942 Feynman složil doktorát na Pricetonu prací „The Principle of Least Action in Quantum Mechanics“ (tj. „Princip nejmenší akce v kvantové mechanice“) vedenou Johnem Archibaldem Wheelerem. Tato práce položila základy jeho pozdější formulaci dráhového integrálu a Feynmanovým diagramům.
Jednou z podmínek Feynmanova stipendia na Princetonu bylo, že se nesmí oženit. Hned po dokončení studia si na Staten Islandu vzal Arline Greenbaumovou i přes její pokročilé stadium tuberkulózy. Obřad byl bez rodiny a přátel, za svědky jim šli neznámí lidé.

## Projekt Manhattan
V létě roku 1941 pracoval Feynman na balistických problémech v továrně na výrobu munice Frankford Arsenal v Pensylvánii. Po útoku na Pearl Harbor v prosinci téhož roku přijal místo v týmu Roberta R. Wilsona, který na Princetonu pracoval na způsobu produkce obohaceného uranu pro výrobu atomové bomby. Wilsonův tým vyvíjel zařízení zvané “isotron”, které mělo elektromagneticky oddělit uran-235 od uranu-238. Teoreticky měl být isotron mnohem efektivnější než calutron, na kterém pracoval tým Ernesta O.Lawrence, nicméně nebylo jasné, zda je taková výroba praktická. Nakonec bylo od projektu upuštěno.
Záhy bylo Wilsonovu týmu nabídnuto přesídlit do Nového Mexika, kde Robert Oppenheimer zakládal tajnou laboratoř pro návrh a výrobu atomové bomby Los Alamos. Oppenheimer domluvil Feynmanově vážně nemocné ženě Arline pobyt v sanatoriu v Albuquerque a tak se Feynmanovi jako jedni z prvních přesunuli v březnu 1943 do Nového Mexika. V Los Alamos byl Feynman přidělen do Teoretické divize Hanse Bethea. Jako začínající fyzik (doktorát obhájil jen krátce před příjezdem do Los Alamos) nebyl Feynman v projektu Manhattan klíčovou osobou.
Nicméně na základě předchozí práce Roberta Serbera definoval společně s Hansem Bethem tzv. Betheův–Feynmanův vzorec pro výpočet výtěžku štěpné reakce. Záhy po nástupu také odjel jako náhradník za nemocného staršího a zkušenějšího kolegu na inspekci do Oak Ridge. Armáda se vše snažila maximálně utajit, ale Feynmanovi se podařilo prosadit, že pokud aspoň klíčoví pracovníci nebudou dobře informování, nebude možné zajistit bezpečný provoz zařízení na obohacování uranu. Při další inspekci za pár měsíců víceméně náhodou objevil závažný problém, pokud by se zablokovala určitá záklopka, takže byl považován za génia. Ale klidně sám sebe shodil: „Chtěl jsem jen zjistit, jestli to je záklopka, anebo ne.“
V rámci Teoretické divize byl vedoucím skupiny „lidských počítačů“. Nejprve používali mechanické kalkulačky a brzy se naučili většinu oprav, aby nemuseli čekat na návrat kalkulaček z opravny. Výpočty imploze bomby ale byly příliš rozsáhlé. Společně s Stanley Frankelem a Nicholasem Metropolisem navrhli jak využít děrnoštítkový systém, které se tehdy používaly pro obchodní účely. Když skutečně dostali velkou soustavu děrnoštítkových strojů IBM (tabulátory,  multiplikátory atd.), opět se mu podařilo prosadit, že je nutné všechny techniky, kteří je obsluhovali, seznámit s tím, co a pro jak důležitý projekt vlastně počítají. Zvláštní povolení musel získat sám šéf celého Los Alamos, Robert Oppenheimer. 
Výsledkem bylo obrovské nadšení všech techniků pro věc a vymysleli paralelní zpracování: mezi stroji běhalo současně několik barevně odlišených sad děrných štítků, takže zpracovávali až tři různé úlohy najednou a celkový výpočetní výkon tak vzrostl téměř na desetinásobek. Když se blížil Trinity test, měli za úkol spočítat energii výbuchu. Týmu se podařilo vymyslet, jak zefektivni postup i tehdy, pokud se bude počítat pouze jedna úloha a celý problém tak byl spočten v rekordním čase.
Feynman vymyslel též novou metodu výpočtu logaritmů, kterou později použil při práci s paralelním superpočítačem Connection Machine. Mezi jeho další práci v Los Alamos patří výpočet neutronových rovnic pro tzv. Los Alamský „Water Boiler“ (malý nukleární reaktor) k měření kritického množství štěpného materiálu, a práce na výpočtech a návrhu uranovo-hydridové bomby, která se nakonec ukázala jako nerealizovatelná.
V Los Alamos se Feynman bavil odhalováním číselných kódů zámků ke skřínkám a stolům svých kolegů. Zjistil, že i přes vysoký stupeň utajení projektů na kterých pracují, si většina fyziků ani nezmění kód zámku z výchozího nastavení, zapisuje si ho na viditelné místo nebo používá snadno odhalitelné kombinace čísel. Po úspěšném odemčení nechával na místě činu vzkazy, aby si vystřelil ze svých kolegů a donutil si je myslet, že se stali obětí mezinárodní špionáže. Nebylo to však jen samoúčelné „hraní“ a „škádlení“ jeho kolegů. Plynou z toho dodnes platná poučení pro počítačovou bezpečnost (byť počítač tehdy v Los Alamos ještě neměli). Zejména o tom, proč a jak si uživatelé volí slabá hesla a jak chybně reagují, pokud jsou upozorněni na své bezpečnostní chyby. 
O víkendech jezdil Feynman navštěvovat Arline do sanatoria v Albuquerque (asi 150 kilometrů) autem, které si půjčoval od přítele Klause Fuchse. Ten později označil Feynmana za možného špiona kvůli jeho častým cestám ven z Los Alamos a FBI si na Feynmana vedla složku. V roce 1950 se však sám Klaus Fuchs přiznal ke špionáži pro Sovětský Svaz a byl odsouzen ke 14 letům vězení. Arline zemřela na tuberkulózu 16. června 1945, v době vrcholících příprav na jaderný test Trinity, který proběhl přesně měsíc poté.

## Cornell
V říjnu roku 1945 přijal Feynman nabídku vyučovat na katedře fyziky Cornellovy univerzity a jako jeden z prvních tak opustil laboratoř v Los Alamos. Během svého působení na Cornellu trpěl depresí způsobenou předčasnou smrtí Arlene, a svého otce (†1946), což se negativně podepsalo na jeho výzkumné práci. Ve volném čase se pro rozptýlení zabýval rozličnými fyzikálními problémy např. se pokoušel formulovat relativistickou teorii elektronů, avšak neúspěšně.
Feynman však nebyl jediný teoretický fyzik, kterému se v tomto období nedařilo. Problémy na poli kvantové elektrodynamiky vyeskalovaly v roce 1947 na konferenci na Shelter Islandu, kde byli teoretičtí fyzikové naprosto převálcováni objevy na poli fyziky experimentální. Většinu konference opanoval objev Lambova posunu, Isidor Rabi představil měření magnetického momentu elektronu, a Robert Marshak prezentoval svoji dvou-mezonovou hypotézu.
O rok později na konferenci v Pocono Mountains v Pensylvánii Feynman představil relativistickou verzi kvantové rovnice pro Lambův posun. Zde poprvé použil své později světoznámé Feynmanovy diagramy, ale nebyl schopen je srozumitelně vysvětlit akademickému světu a tak se nesetkal s pochopením.

## Caltech

### Osobní a politický život
V roce 1949 odpálil SSSR první atomovou bombu, což vyvolalo v USA anti-komunistickou hysterii. Klaus Fuchs byl zatčen jako sovětský špion a FBI vyslýchala i další pracovníky Los Alamos. Feynman na doporučení přátel emigroval do Brazílie, kde vyučoval na Centro Brasileiro de Pesquisas Fisicas. V Brazílii Feynmanovi učarovala samba, naučil se hrát na tradiční bicí nástroj frigideira, bubny konga, a bonga. Dokonce se zúčastnil karnevalu v Rio de Janeiro jako hráč na bonga ve skupině tvořené místními hudebníky.
Kromě vědecké práce a pedagogické činnosti se stal známým i svými dalšími zájmy. Přispěl k rozvoji galvanizačních technik, experimentoval s halucinogeními drogami v deprivačních nádržích Johna Lillyho, zabýval se změněnými stavy vědomí (patrně lucidní snění), molekulární biologií a luštěním mayských astronomických tabulek, ale v těchto oborech nic zásadního nepublikoval. Ve volném čase také maloval ženské akty.
Z Brazílie se už na Cornell nevrátil, a začal vyučovat na Kalifornském technologickém institutu (Caltech). Ještě na Cornellu se seznámil s Mary Louise Bell, studentkou mexického umění, která ho následovala do Kalifornie. Vzali se v roce 1952, manželství ale nebylo příliš šťastné a o pět let později skončilo rozvodem.
V roce 1958 byl americkou vládou vyslán na konferenci Atoms for Peace v Ženevě. Tam se seznámil se svojí třetí ženou, Gweneth Howarth. V roce 1962 se jim narodil syn Carl, o šest let později adoptovali dceru Michelle.

### Fyzika

Feynmanův diagram

Na Caltechu se Feynman zabýval fyzikou supratekutosti helia při teplotách blízkých absolutní nule a aplikováním Schrödingerovy rovnice na teorii o supratekutosti sovětského fyzika Lva Landaua prokázal kvantovo–mechanické chování supratekutého prvku na makroskopické škále. To výrazně přispělo k publikování teorie supravodivosti Johna Bardeena, Leona Neila Coopera, a Johna Roberta Schrieffera (BCS teorie) v roce 1957.
Společně s Murray Gell-Mannem navrhl model slabé interakce mezi částicemi hmoty, sám se pak pokoušel o vysvětlení silné interakce pomocí partonového modelu doplňujícího kvarkový model Gell-Manna. V polovině šedesátých let dvacátého století se nevěřilo, že jsou kvarky reálné částice. K potvrzení jejich existence došlo na konci šedesátých let při experimentech na lineárním urychlovači částic SLAC a například poslední (šestý) kvark byl objeven až několik let po Feynmanově smrti.
V roce 1965 mu byla spolu se dvěma dalšími fyziky udělena Nobelova cena. Vypracoval techniku popisu reakcí elementárních částic poskytující alternativní náhled na chápání kvantové fyziky (Feynmanovy diagramy).
Feynman se věnoval i kvantové gravitaci. Svým výzkumem přispěl k vysvětlení chování kvantových částic v Yangově–Millsově teorii o kvantové choromodynamice a elektroslabé interakci.
Zajímal se o vztah fyziky a výpočetní techniky. Byl jedním z prvních vědců zabývajících se otázkou kvantových počítačů. V osmdesátých letech dvacátého trávil čas ve společnosti Thinking Machines Corporation a podílel se na budování prvního paralelního superpočítače. V letech 1984–1986 navrhl variační princip pro přibližný výpočet dráhových integrálů, což vedlo k předložení variační perturbační teorie, jejímž výsledkem bylo nejpřesnější určení kritických exponentů při satelitních experimentech.

## Popularita mimo fyziku
Velmi významná byla jeho pedagogická činnost, dodnes jsou pro přehlednost a názornost vysoce ceněné a používané jeho sbírky přednášek a další knihy. Věnoval se i upřímnosti v přístupu k vědě, viz např. jeho proslulý projev k absolventům Caltechu při slavnostní promoci v roce 1974.
Kromě vědecké práce a pedagogické činnosti se stal známým i svými dalšími zájmy, které jsou popsány v několika knihách, které se staly velmi populárními. Přispěl k rozvoji galvanizačních technik, zabýval se změněnými stavy vědomí (patrně lucidní snění), molekulární biologií a luštěním mayských astronomických tabulek, ale v těchto oborech nic zásadního nepublikoval. Ve volném čase také maloval ženské akty a hrál na bonga (jednou se dokonce zúčastnil karnevalu v Rio de Janeiro jako hráč na bubínek spolu s místními hudebníky).
Po delším váhání se v roce 1986 stal členem vyšetřovací komise zkoumání katastrofy raketoplánu Challenger, kde nejen přispěl k objasnění jejích příčin, ale poukázal i na další systémové chyby ve vedení tohoto projektu. Při veřejné prezentaci výsledků komise se před televizními kamerami mezi Američany proslavil tím, že vzorek raketoplánového gumového těsnění vložil do sklenice ledové limonády a po vytažení demonstroval, jak guma nepruží. Blíž svoji zkušenost popsal v druhé části knihy Snad ti nedělají starosti cizí názory.

## Citát
| „                 | Fyzika je jako sex, může přinést praktické výsledky, ale to není důvod, proč to děláme. | “ |
| — Richard Feynman |                                                                                         |   |

## Audiokniha
- To nemyslíte vážně, pane Feynmane!, načetl Filip Švarc, vydala Audiotéka, 2017